# Trehörningen (Hålanda socken, Västergötland)
Trehörningen är en sjö i Ale kommun i Västergötland och ingår i Göta älvs huvudavrinningsområde. Sjön är 11 meter djup, har en yta på 0,0435 kvadratkilometer och befinner sig 127,1 meter över havet. Sjön ligger  i vildmarksområdet Risveden och avvattnas av Sörån (Slereboån) som rinner ut i Grönån strax väster om Blinneberg, Slittorp och Färdsle i Skepplanda socken.

## Delavrinningsområde
Trehörningen ingår i det delavrinningsområde (643715-129025) som SMHI kallar för Ovan Sörån. Medelhöjden är 126 meter över havet och ytan är 29,39 kvadratkilometer. Det finns inga avrinningsområden uppströms utan avrinningsområdet är högsta punkten. Sörån / Grönån som avvattnar avrinningsområdet har biflödesordning 3, vilket innebär att vattnet flödar genom totalt 3 vattendrag innan det når havet efter 45 kilometer. Avrinningsområdet består mestadels av skog (85 %). Avrinningsområdet har 0,39 kvadratkilometer vattenytor vilket ger det en sjöprocent på 1,3 %.